# Zippora (cantante)
Zippora De Brauwer (Gand, 28 luglio 1977) è una cantante belga.

## Biografia
Zippora ha studiato danza classica nell'adolescenza, entrando a far parte nella crew di ballo The Groovies e lavorando come ballerina sia nelle discoteche che durante le tournée di artisti belgi. In seguito alla sua audizione alla Byte Records, alla fine del 2000 ha avviato la sua carriera da cantante solista con il singolo dance Lotus Eater, che ha raggiunto il 15º posto nella classifica dei singoli delle Fiandre, la Ultratop 50. Nel corso degli anni 2000 ha piazzato altri cinque singoli nella top 50 belga. Nel 2006 ha avviato un progetto dance chiamato Jam, con il quale ha pubblicato i singoli Just Be Yourself e Keep On Movin'. Nel 2011 ha partecipato alla seconda edizione del talent show The Voice of Holland, da dove è stata eliminata nelle fasi di knock out.

## Discografia

### Singoli
- 2000 – Lotus Eater
- 2000 – 4 Ever U
- 2001 – What About U
- 2002 – See the Sun
- 2002 – Time Stood Still
- 2003 – Luminous & Beautiful
- 2006 – Just Be Yourself
- 2006 – Keep On Movin'
- 2009 – What About Our Future